# Aeroportul Uytash
Aeroportul Uytash (IATA: MCX, ICAO: URML) este un aeroport din Mahacikala, Daghestan, Rusia ce deservește zona Mahacikala. Aeroportul a fost tranzitat în 2021 de 2.030.044 de pasageri. A fost deschis în 1927 și numit după Amet-khan Sultan⁠(d).
Situat la o altitudine de 4 m, aeroportul dispune de 1 pistă. Este operat de Dagestan Airlines⁠(d).

## Infrastructură

### Piste
Aeroportul dispune de o singură pistă. Pista 14L/32R are suprafața de asfalt și dimensiunile 2.640 m × . 